# Kematen an der Krems
Kematen an der Krems est une commune autrichienne du district de Linz-Land en Haute-Autriche.